# 羅曼 (羅馬尼亞)

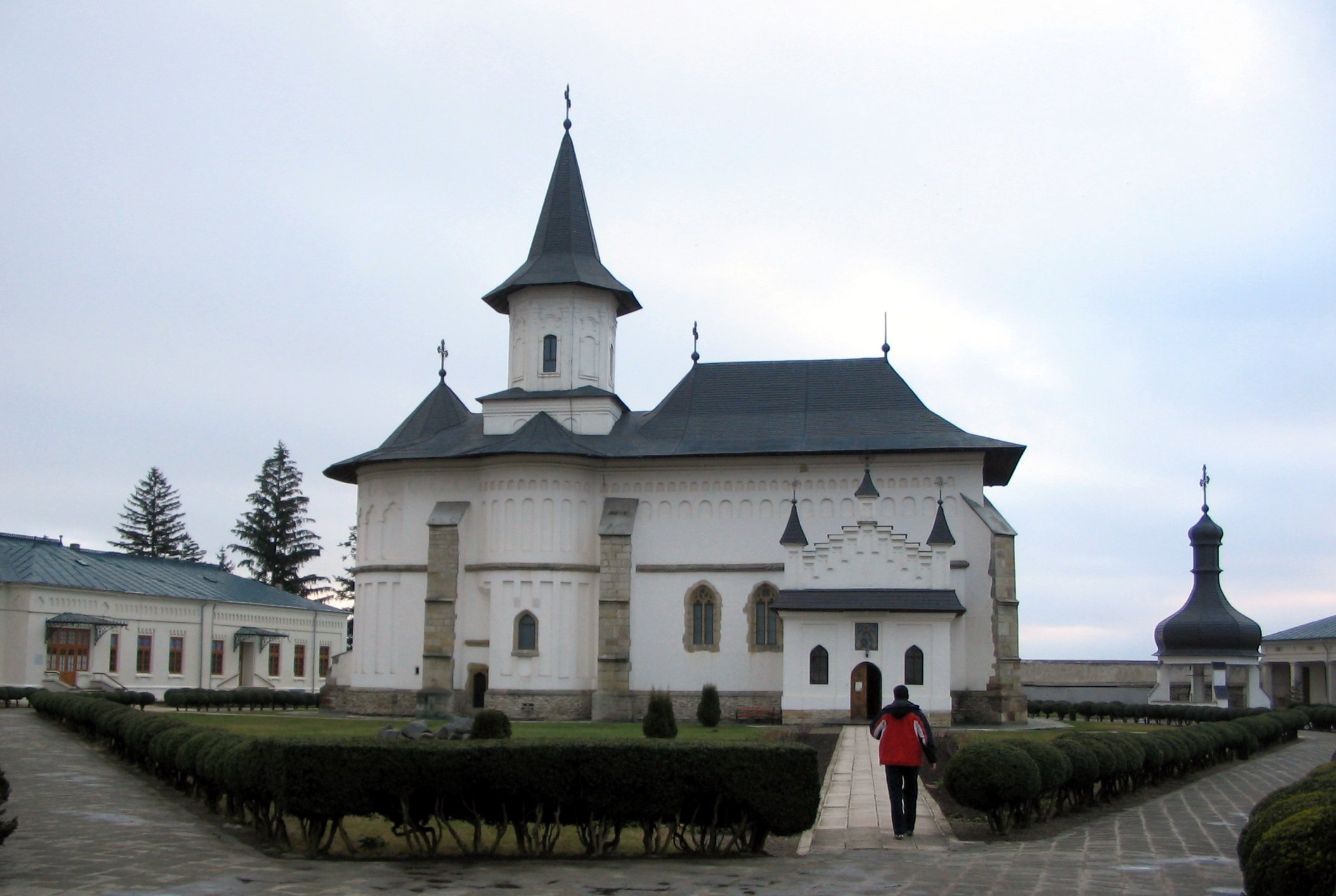

羅曼是羅馬尼亞的城市，位於該國東北部摩爾多瓦河畔，距離首府皮亞特拉-尼亞姆茨46公里，由尼亞姆茨縣負責管轄，面積30.08平方公里，2011年人口47,304。

## 外部連結
- ROMAN-Romania.ro - website
- （罗马尼亚文）Ziarul de Roman - Local newspaper （页面存档备份，存于）
- History of Roman Jews （页面存档备份，存于）